# 7:00 A.M. (The Pitt)
"7:00 A.M." es el estreno de la serie de televisión de drama médico estadounidense The Pitt. El episodio fue escrito por el creador de la serie R. Scott Gemmill y dirigido por el productor ejecutivo John Wells. Se lanzó en Max el 9 de enero de 2025. 
La serie está ambientada en Pittsburgh y sigue al personal del departamento de emergencias del Pittsburgh Trauma Medical Hospital (apodado "The Pitt") durante un turno de 15 horas. La serie sigue principalmente al Dr. Michael "Robby" Robinavitch, un médico de último año que todavía se recupera de algunos traumas.
El estreno de la serie recibió críticas positivas de los críticos, quienes elogiaron sus actuaciones, aspectos técnicos y dirección como puntos fuertes.

## Trama
En Pittsburgh, el Dr. Michael "Robby" Robinavitch (Noah Wyle) comienza un turno en la sala de emergencias del Pittsburgh Trauma Medical Hospital (apodado "The Pitt"). El día marca el cuarto aniversario de la muerte de su mentor, el Dr. Adamson, y Robby finalmente trabaja ese día después de cuatro años, ya que se siente culpable por su muerte. Tiene una conversación con el doctor Jack Abbott (Shawn Hatosy), que lo atiende durante la noche y quien lo pone al tanto de los eventos que sucedieron durante su turno.
Robby da la bienvenida a su nueva incorporación al hospital: la Dra. Melissa King (Taylor Dearden), una residente de segundo año. La Dra. Cassie McKay (Fiona Dourif) presenta a su personal: la pasante Trinity Santos (Isa Briones) y los estudiantes de medicina Victoria Javadi (Shabana Azez) y Dennis Whitaker (Gerran Howell). Robby a su vez les presenta a la enfermera jefe Dana Evans (Katherine LaNasa) y a los residentes mayores Heather Collins (Tracy Ifeachor) y Frank Langdon (Patrick Ball). Collins y Langdon ayudan al personal con una mujer que tiene un pie desgarrado; mientras intentan torcerle el pie a la mujer, Javadi se desmaya. Más tarde, Robby se sorprende al saber que Javadi es la hija de la cirujana Eileen Shamsi (Deepti Gupta).
La administradora del hospital Gloria Underwood (Michael Hyatt) le informa a Robby que la puntuación de satisfacción del paciente para su hospital debería ser del 36% y que su departamento está solo en el 8%, y le pide que mejore la atención al paciente. Después de que muere una mujer de un hogar de ancianos, Robby pide a su personal que tome un momento de silencio como una forma de honrar a sus pacientes caídos. Theresa Saunders (Joanna Going), una mujer de mediana edad, llega con su hijo David (Jackson Kelly) después de sufrir vómitos. Durante esto, McKay nota que David no le presta atención a Theresa en absoluto. Robby se registra con Theresa para un examen pélvico y le pide a David y a los demás que se vayan. Él descubre que ella mintió sobre un diagnóstico previo y que en realidad no está enferma; ella quiere ayuda para David, después de descubrir una lista de chicas a las que él quería lastimar.
King y Langdon reciben a un niño de cuatro años que perdió el conocimiento. Mientras intentan determinar la causa, el padre se da cuenta de que el niño comió gomitas de marihuana que escondió en su bolsillo. Robby consulta con la trabajadora social del hospital, Kiara Alfaro (Krystel V. McNeil), y ellos interrogan a David sobre su comportamiento. Al darse cuenta de que saben de la lista, David huye del hospital. Robby lo persigue, pero Evans le pide ayuda con un nuevo caso. Cuando Robby regresa al hospital, se siente abrumado por la cantidad de pacientes en la sala de espera. Esto desencadena un recuerdo para Robby de cuando trabajaba durante la pandemia de COVID-19 en el hospital, revelando que Adamson murió ese día.

## Producción

### Desarrollo
El episodio fue escrito por el creador de la serie R. Scott Gemmill y dirigido por el productor ejecutivo John Wells. 

### Escritura
Noah Wyle explicó la importancia de la muerte del Dr. Aronson para Robby: «En cierto modo, sirve como metáfora de aquello que perdimos y que no podemos recuperar del todo, esa parte de nosotros mismos que perdimos durante la pandemia y que nos ha cambiado de una forma que aún no hemos podido sintetizar, procesar ni comprender, principalmente porque, al igual que Robby, nos han presionado continuamente para que sigamos adelante y normalicemos circunstancias cada vez más atroces, como si fuera una forma de vida normal. Se acumula». 

## Recepción crítica
"7:00 A.M." recibió críticas positivas de los críticos. Laura Bogart, de The AV Club, le dio al episodio una calificación de "B+" y escribió: "A veces, The Pitt se ve afectado por el peso de su obligación con todos ellos, especialmente en este primer episodio. El programa es mejor cuando está en movimiento y cuando utiliza encuentros pacientes para provocar momentos más significativos y crecimiento de los personajes".
Alan Sepinwall escribió: «Durante los traumas, la cámara no gira como en ER, y la sensación de caos se transmite de forma ligeramente distinta. El ritmo es único; cuando Robby pide a todos que se tomen un minuto para reflexionar sobre la muerte de la mujer que no reanimó en la residencia de ancianos, también da la sensación de que The Pitt dice que no se siente obligado a contar todo a toda prisa, solo porque el programa anterior sobre el hospital que hicieron estas personas lo hizo».  Maggie Fremont, de Vulture, le dio al episodio una calificación de 4 estrellas sobre 5 y escribió: «Claro, este episodio piloto podría usar un 10 % más de exposición, pero en general, simplemente sumergirnos en el caos y pedirnos que sigamos el ritmo porque hay vidas en juego funciona a favor de The Pitt. El ritmo implacable a medida que entramos y salimos de las habitaciones de los pacientes imita lo que The Pitt intenta mostrarnos que nuestros personajes experimentan durante un turno en un centro de trauma de la ciudad abarrotado y con pocos fondos». 
Johnny Loftus, de Decider, escribió: «Lo que no se refiere es a un sueño al estilo John Carter de un resultado saludable para todos, ni a la chispa de algo en la condición humana que les hará creer a todos. No, Robby solo se refiere a úlceras. O pesadillas. O a las tendencias suicidas que impone el ritmo de trabajo que él, el Dr. Abbott y todo el personal de The Pitt realizan, como profesionales médicos sobrecargados en un hospital con fondos insuficientes, con el sistema de salud estadounidense moderno como su lastre».  Gabriela Burgos Soler, de Telltale TV, escribió: «La profesión médica está llena de una inmensa presión y no hay tiempo para respirar. The Pitt lo resume a la perfección desde el momento en que el público ve la sala de urgencias. Es una sala de espera abarrotada, con médicos y enfermeras corriendo de un extremo a otro de la sala, y una cartelera de pacientes que nunca se vacía». 